# Mariivka (Pîsarivka), Sînelnîkove
Mariivka (în ucraineană Мар`ївка) este un sat în comuna Pîsarivka din raionul Sînelnîkove, regiunea Dnipropetrovsk, Ucraina.

## Demografie
Componența lingvistică a localității Mariivka
     Ucraineană (97,91%)
     Rusă (2,09%)
Conform recensământului din 2001, majoritatea populației localității Mariivka era vorbitoare de ucraineană (97,91%), existând în minoritate și vorbitori de rusă (2,09%).